# سسک‌های ویلسونیا
سسک‌های ویلسونیا (نام علمی: Wilsonia)، سرده کوچکی از چرخ‌ریسک‌نمایان یا سسک‌های جهان جدید است که در آمریکای شمالی تولیدمثل می‌کند. آنها مهاجر هستند و در جنوب محدوده زادآوری خود در آمریکای مرکزی، هند غربی یا آمریکای جنوبی زمستان‌گذرانی می‌کنند.
این سه گونه عبارتند از:
- سسک روپوش‌دار، Wilsonia citrina
- سسک ویلسون، Wilsonia pusilla
- سسک کانادایی، Wilsonia canadensis

سسک روپوش‌دار در حال حاضر در سردهٔ شاپرک‌خوارها گنجانده شده‌است، در حالی که سسک ویلسون و سسک کانادایی در Cardellina گنجانده شده‌است.
این سرده برای بزرگداشت پرنده‌شناس آمریکایی الکساندر ویلسون نام‌گذاری شد.